# Haplogroep I-M253
Haplogroep I-M253, ook bekend als I1, is een Y-chromosoom-haplogroep. De genetische markers die als identificatie zijn bevestigd van I-M253 zijn de SNP's M253, M307.2 / P203.2, M450 / S109, P30, P40, L64, L75, L80, L81, L118, L121 / S62, L123, L124 / S64, L125 / S65, L157.1, L186 en L187. Het is een primaire tak van Haplogroep I-M170 (I *).
De haplogroep bereikt zijn piekfrequenties in Zweden (52 % van de mannen in de provincie Västra Götaland) en in het westen van Finland (meer dan 50 % in de provincie Satakunta). In termen van nationale gemiddelden is I-M253 gevonden in 35-38% van de Zweedse mannen, 32,8% van de Deense mannen, ongeveer 31,5% van de Noorse mannen, en ongeveer 28% van de Finse mannen.
Haplogroep I-M253 is een primaire tak van haplogroep I* (I-M170), die sinds de oudheid in Europa aanwezig is. De andere primaire tak van I* is I-M438, ook wel bekend als I2.
Vóór een herklassificatie in 2008, was de groep als I1a bekend, een naam die sindsdien aan een andere primaire tak is toegewezen, haplogroep I-DF29. De andere primaire takken van I1 (M253) zijn I1b (S249 / Z131) en I1c (Y18119 / Z17925).

## Oorsprongen
Volgens een studie in 2010 gepubliceerd, ontstond I-M253 tussen 3.170 en 5.000 jaar geleden, tijdens de kopertijd in Europa. Een nieuwe studie in 2015 schat de oorsprong tussen 3,470 en 5.070 jaar geleden of tussen 3.180 en 3.760 jaar geleden, met behulp van twee verschillende technieken. Het wordt voorgesteld dat het aanvankelijk uit het gebied dat nu Denemarken is was verspreid.
In een studie in 2014 in Hongarije werden overblijfselen van negen personen van de Bandkeramische cultuur onthuld, waarvan één de M253 SNP had die Haplogroep I1 definieert. Deze cultuur was vermoedelijk tussen 6.500 en 7.500 jaar geleden aanwezig.

## Structuur
I-M253 (M253, M307.2/P203.2, M450/S109, P30, P40, L64, L75, L80, L81, L118, L121/S62, L123, L124/S64, L125/S65, L157.1, L186, and L187) or I1 
- I-DF29 (DF29/S438); I1a
  - I-CTS6364 (CTS6364/Z2336); I1a1
    - I-M227; I1a1a
    - I-L22 (L22/S142); I1a1b
      - I-P109; I1a1b1
      - I-L205 (L205.1/L939.1/S239.1); I1a1b2
      - I-Z74; I1a1b3
      - I-L300 (L300/S241); I1a1b4
        - I-L287
          - I-L258 (L258/S335)

        - I-L813

  - I-Z58 (S244/Z58); I1a2
    - I-Z59 (S246/Z59); I1a2a
      - I-Z60 (S337/Z60, S439/Z61, Z62); I1a2a1
        - I-Z140 (Z140, Z141)
          - I-L338
          - I-F2642 (F2642)

        - I-Z73
          - I-L1302

        - I-L573
        - I-L803

      - I-Z382; I1a2a2

    - I-Z138 (S296/Z138, Z139); I1a2b
      - I-Z2541

  - I-Z63 (S243/Z63); I1a3
    - I-BY151; I1a3a
      - I-L849.2; I1a3a1
      - I-BY351; I1a3a2
        -           - I-CTS10345
            - I-Y10994

          - I-Y7075

      - I-S2078
        - I-S2077
          - I-Y2245 (Y2245/PR683)
            - I-L1237
              - I-FGC9550

            - I-S10360
              - I-S15301

            - I-Y7234

      - I-BY62 (BY62); I1a3a3
- I-Z131 (Z131/S249); I1b
  - I-CTS6397; I1b1
- I-Z17943 (Y18119/Z17925, S2304/Z17937); I1c

## Geografische distributie
I-M253 is op zijn hoogste dichtheid gevonden in Noord-Europa en andere landen die uitgebreide migratie uit Noord-Europa hebben ondergaan, in de Grote Volksverhuizing, de Vikingperiode of de moderne tijd. Het is op alle plaatsen aangetroffen onder nakomelingen van de oude Germaanse volkeren en de Vikingen.
In de loop van het moderne tijdperk werden belangrijke I-M253 populaties ook gevormd in immigrantenlanden en voormalige Europese kolonies zoals de Verenigde Staten, Australië en Canada.
| Bevolking                  | steekproefomvang | I (totaal)               | I1 (I-M253)             | I1a1a (I-M227) | Bron                   |
| -------------------------- | ---------------- | ------------------------ | ----------------------- | -------------- | ---------------------- |
| Oostenrijk                 | 43               | 9.3                      | 2.3                     | 0.0            | Underhill et al. 2007  |
| Wit-Rusland: Vitebsk       | 100              | 15                       | 1.0                     | 0.0            | Underhill et al. 2007  |
| Wit-Rusland: Brest         | 97               | 20.6                     | 1.0                     | 0.0            | Underhill et al. 2007  |
| Bosnië                     | 100              | 42                       | 2.0                     | 0.0            | Rootsi et al. 2004     |
| Bulgarije                  | 808              | 26.6                     | 4.3                     | 0.0            | Karachanak et al. 2013 |
| Tsjechische Republiek      | 47               | 31.9                     | 8.5                     | 0.0            | Underhill et al. 2007  |
| Tsjechische Republiek      | 53               | 17.0                     | 1.9                     | 0.0            | Rootsi et al. 2004     |
| Denemarken                 | 122              | 39.3                     | 32.8                    | 0.0            | Underhill et al. 2007  |
| Engeland                   | 104              | 19.2                     | 15.4                    | 0.0            | Underhill et al. 2007  |
| Estland                    | 210              | 18.6                     | 14.8                    | 0.5            | Rootsi et al. 2004     |
| Estland                    | 118              | 11.9                     | Lappalainen et al. 2008 |                |                        |
| Finland (nationaal)        | 28.0             | Lappalainen et al. 2006  |                         |                |                        |
| Finland: Westen            | 230              | 40                       | Lappalainen et al. 2008 |                |                        |
| Finland: Oosten            | 306              | 19                       | Lappalainen et al. 2008 |                |                        |
| Finland: Satakunta regio   | 50+              | Lappalainen et al. 20089 |                         |                |                        |
| Frankrijk                  | 58               | 17.2                     | 8.6                     | 1.7            | Underhill et al. 2007  |
| Frankrijk                  | 12               | 16.7                     | 16.7                    | 0.0            | Cann et al. 2002       |
| Frankrijk (Laag-Normandië) | 42               | 21.4                     | 11.9                    | 0.0            | Rootsi et al. 2004     |
| Duitsland                  | 125              | 24                       | 15.2                    | 0.0            | Underhill et al. 2007  |
| Griekenland                | 171              | 15.8                     | 2.3                     | 0.0            | Underhill et al. 2007  |
| Hongarije                  | 113              | 25.7                     | 13.3                    | 0.0            | Rootsi et al. 2004     |
| Ierland                    | 100              | 11                       | 6.0                     | 0.0            | Underhill et al. 2007  |
| Kazan Tataren              | 53               | 13.2                     | 11.3                    | 0.0            | Trofimova 2015         |
| Letland                    | 113              | 3.5                      | Lappalainen et al. 2008 |                |                        |
| Litouwen                   | 164              | 4.9                      | Lappalainen et al. 2008 |                |                        |
| Nederland                  | 93               | 20.4                     | 14                      | 0.0            | Underhill et al. 2007  |
| Noorwegen                  | 2826             | 31.5                     | Eupedia 2017            |                |                        |
| Rusland: (nationaal)       | 16               | 25                       | 12.5                    | 0.0            | Cann et al. 2002       |
| Rusland: Pskov             | 130              | 16.9                     | 5.4                     | 0.0            | Underhill et al. 2007  |
| Rusland: Kostroma          | 53               | 26.4                     | 11.3                    | 0.0            | Underhill et al. 2007  |
| Rusland: Smolensk          | 103              | 12.6                     | 1.9                     | 0.0            | Underhill et al. 2007  |
| Rusland: Voronezj          | 96               | 19.8                     | 3.1                     | 0.0            | Underhill et al. 2007  |
| Rusland: Archangelsk       | 145              | 15.8                     | 7.6                     | 0.0            | Underhill et al. 2007  |
| Rusland: Kozakken          | 89               | 24.7                     | 4.5                     | 0.0            | Underhill et al. 2007  |
| Rusland: Kareliërs         | 140              | 10                       | 8.6                     | 0.0            | Underhill et al. 2007  |
| Rusland: Kareliërs         | 132              | 15.2                     | Lappalainen et al. 2008 |                |                        |
| Rusland: Vepsen            | 39               | 5.1                      | 2.6                     | 0.0            | Underhill et al. 2007  |
| Slowakije                  | 70               | 14.3                     | 4.3                     | 0.0            | Rootsi et al. 2004     |
| Slovenië                   | 95               | 26.3                     | 7.4                     | 0.0            | Underhill et al. 2007  |
| Zweden(nationaal):         | 160              | 35.6                     | Lappalainen et al. 2008 |                |                        |
| Zweden (nationaal):        | 38.0             | Lappalainen et al. 2009  |                         |                |                        |
| Zweden: Västra Götaland    | 52               | Lappalainen et al. 2009  |                         |                |                        |
| Zwitserland                | 144              | 7.6                      | 5.6                     | 0.0            | Rootsi et al. 2004     |
| Turkije                    | 523              | 5.4                      | 1.1                     | 0.0            | Underhill et al. 2007  |
| Oekraïne: Lvov             | 101              | 23.8                     | 4.9                     | 0.0            | Underhill et al. 2007  |
| Oekraïne: Ivanovo-Frankov  | 56               | 21.4                     | 1.8                     | 0.0            | Underhill et al. 2007  |
| Oekraïne: Hmelnitz         | 176              | 26.2                     | 6.1                     | 0.0            | Underhill et al. 2007  |
| Oekraïne: Tsjerkassy       | 114              | 28.1                     | 4.3                     | 0.0            | Underhill et al. 2007  |
| Oekraïne: Belgorod         | 56               | 26.8                     | 5.3                     | 0.0            | Underhill et al. 2007  |

### Groot-Brittannië

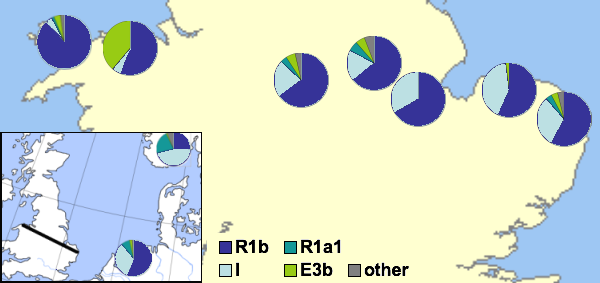
Kaart met de verdeling van Y-chromosomen in een trans-sectie van Engeland en Wales van het opstel "Y Chromosome Evidence for Anglo-Saxon Mass Migration". De auteurs schrijven de verschillen in frequenties van haplogroep I toe aan de Angelsaksische massamigratie naar Engeland, maar niet naar Wales.

In 2002 werd een onderzoek door Michael E. Weale en collega's gepubliceerd dat genetisch bewijs voor populatieverschillen tussen de Engelse en de Welse populaties toonde, waaronder een aanzienlijk hoger niveau van Y-DNA haplogroep I in Engeland dan in Wales. Zij zagen dit als overtuigend bewijs van de Angelsaksische massale invasie in Oost-Groot-Brittannië uit Noord-Duitsland en Denemarken tijdens de migratieperiode. De auteurs veronderstelden dat grote populaties van haplogroep I uit Noord-Duitsland of Zuid-Scandinavië afkomstig zijn, met name uit Denemarken, en dat hun voorouders met Angelsaksische migraties en Deense Vikingen over de Noordzee zijn gemigreerd. De belangrijkste aanspraak van de onderzoekers was
Dat een Angelsaksische immigratie die 50-100% van de Centraal-Engelse mannelijke genetische verzameling op dat moment heeft beïnvloed heeft plaatsgevonden. We wijzen er echter op dat onze gegevens ons niet toestaan om een gebeurtenis te onderscheiden die eenvoudig aan het inheemse Centraal-Engelse mannelijke genetische verzameling werd toegevoegd van een gebeurtenis waarbij de inheemse mannen naar elders gingen of een gebeurtenis waardoor de inheemse mannen in aantal verminderden.... In deze studie blijkt dat de Welse grens meer een genetische barrière was tegen de Angelsaksische Y chromosoomogenstroom dan de Noordzee ... Deze resultaten wijzen erop dat een politieke grens belangrijker kan zijn in genetische populatie structurering dan een geofysische.

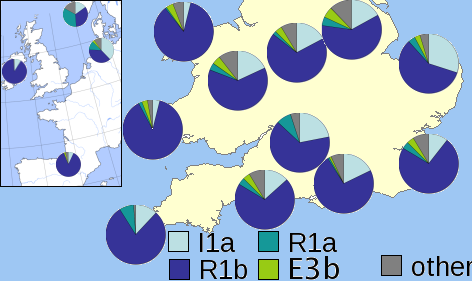
Distributie van Y chromosoom haplogroepen van Capelli et al. (2003). Haplogroep I is aanwezig in alle populaties, met hogere frequenties in het oosten en de lagere frequenties in het westen. Er lijkt geen brekende grens te zijn zoals waargenomen door Weale et al. (2002)

In 2003 is een onderzoek gepubliceerd door Christian Capelli en collega's die de conclusies van Weale en collega's ondersteunen, maar gewijzigd. Dit onderzoek, waarbij Groot-Brittannië en Ierland op een raster werden ingedeeld, vond een kleiner verschil tussen Welse en Engelse steekproeven, met een geleidelijke afname van de haplogroep I frequentie naar het westen in het zuiden van Groot-Brittannië. De resultaten suggereerden aan de auteurs dat de Noorse Vikingen het noordelijke deel van de Britse Eilanden sterk beïnvloed hadden, maar dat zowel Engelse als vasteland-Schotse steekproeven allemaal Duits/Deense invloed hebben.

## Prominente leden van I-M253
Alexander Hamilton, door middel van genealogie en het testen van zijn nakomelingen (verondersteld de eigenlijke vaderschap overeenkomt met zijn genealogie), is geplaatst in Y-DNA haplogroep I-M253.
Birger Jarl, 'Hertog van Zweden' van het Gotenhuis Bjalbo, stichter van Stockholm, had zijn in de kerk begraven overblijfselen in 2002 getest en bleek ook I-M253
Mayflower-passagiers William Brewster, Edward Winslow en George Soule door middel van DNA-tests

## Markers

DNA voorbeeld: streng 1 verschilt van streng 2 op een enkelvoudige basenpaar locatie (een C >> T polymorfisme)..

Hieronder staan de technische specificaties voor bekende I-M253 haplogroep SNP en STR mutaties.
Naam: M253
Type: SNP
Bron: M (Peter Underhill van Stanford University)
Positie: ChrY:13532101..13532101 (+ streng)
Positie (basispaar): 283
Totale grootte (basisparen): 400
Lengte: 1
ISOGG HG: I1
Primer F (Forward 5′→ 3′): GCAACAATGAGGGTTTTTTTG
Primer R (Reverse 5′→ 3′): CAGCTCCACCTCTATGCAGTTT
YCC HG: I1
Verandering nucleotide allelen (mutatie): C voor T
Naam: M307
Type: SNP
Bron: M (Peter Underhill)
Positie: ChrY:21160339..21160339 (+ streng)
Totale grootte: 1
ISOGG HG: I1
Primer F: TTATTGGCATTTCAGGAAGTG
Primer R: GGGTGAGGCAGGAAAATAGC
YCC HG: I1
Verandering nucleotide allelen (mutatie): G voor A
Naam: P30
Type: SNP
Bron: PS (Michael Hammer van de University of Arizona en James F. Wilson, in de University of Edinburgh)
Positie: ChrY:13006761..13006761 (+ streng)
Lengte: 1
ISOGG HG: I1
Primer F: GGTGGGCTGTTTGAAAAAGA
Primer R: AGCCAAATACCAGTCGTCAC
YCC HG: I1
Verandering nucleotide allelen (mutatie): G voor A
Regio: ARSDP
Naam: P40
Type: SNP
Bron: PS (Michael Hammer en James F. Wilson)
Positie: ChrY:12994402..12994402 (+ strand)
Lengte: 1
ISOGG HG: I1
Primer F: GGAGAAAAGGTGAGAAACC
Primer R: GGACAAGGGGCAGATT
YCC HG: I1
Verandering nucleotide allelen (mutatie): C voor T
Regio: ARSDP